# 양정옥
양정옥 (1974년 8월 24일  ~ )은 2000년 하계 올림픽에 참가한 한국의 전 농구 선수이다.